# تلوریم
تلوریم شبه فلزی با عدد اتمی ۵۲ می‌باشد، این عنصر درصد فراوانی کمی در پوسته زمین دارد و ریشه نام آن تلور در زبان یونانی به معنای زمین یا نشأت گرفته از زمین می‌باشد.

## تاریخچه
در سال ۱۷۸۲ رایش اشتاین بازرس معادن تراسیلوانیا از یک کانی ِ طلا ماده‌ای استخراج کرد که شبیه آنتیموان بود. برگمان که این کانی را آزمایش کرد ثابت کرد که این ماده انتیموان نیست لیکن با مقداری از این ماده که در اختیار داشت، نتوانست چیز بیشتری دربارهٔ این عنصر به ظاهر جدید کشف کند. به سال ۱۷۸۹ کیتابل نیز این عنصر را کشف کرد به سال ۱۸۹۸ کلاپروت به این کشف‌ها توجه کرد و وجود این عنصر را تأیید و آن را تلوریم نامید.

### نام
از آنجا که تعدادی از عناصر از روی جرم‌های سماوی نامگذاری شده بود، کلاپروت اندیشید که حالا نوبت زمین است که باید به افتخارش عنصری نامگذاری کند نام تلوریوم از نام لاتین تلوس، تلوریس به معنی زمین گرفته شده‌است

## مشخصات
VIA تلوریوم عنصری غیر فلزی با خواص بسیاری شبیه به سلنیم و گوگرد با عدد اتمی ۵۲؛ در گروه
دوره پنجم جدول تناوبی جای دارد. جرم اتمی ۱۲۷٫۶۰؛ ظرفیتها ۴ و ۶ دارای هشت ایزتوپ پایدار است. از شبه‌فلزات کمیاب است.

## خواص
سفید نقره‌ای شکننده، جامد جلادار با مشخصات فلزی. چگالی ۶٫۲۴ گرم بر سانتیمتر مکعب(۳۰ سانتی گراد)
سختی ۲٫۳ مو، نقطه ذوب ۴۵۰ درجه سانتی گراد، نقطه جوش ۹۹۰ درجه سانتی گراد. با اسید سولفوریک، اسید نیتریک، هیدروکسید پتاسیم و محلول سیانید پتاسیم واکنش می‌دهد؛ در آب نامحلول است. بوی آن نظیر سیر است؛ می‌تواند سبب ریزش مو شود. از نیم رسانای نوع پی است و رسانایی آن نسبت به نور حساس است.

## منبع تولید
از لایه‌ای که در تصفیه الکترولیتی مس و سرب حاصل شده‌است.

## طرز تهیه
احیای اکسید تلوریک با دی‌اکسید گوگرد؛ به کمک حل کردن اکسید در محلول هیدروکسید سدیم و به صورت روکش درآوردن فلز.

## احتیاط
تنفس آن سمی است. خورنده ۰٫۱ میلی‌گرم در متر مکعب هوا

## کاربرد
آلیاژ ها؛ عامل سخت‌کننده ثانوی لاستیک؛ تولید آهن و فولاد ضدزنگ ریختگی؛ عامل رنگ‌کننده در سرامیک و شیشه؛ دستگاه‌های ترموالکتریک؛ کاتالیزور؛ باتری‌های ذخیره در سفینه‌ها